# Brauerei Friedrich Riemhofer
Die Brauerei Friedrich Riemhofer (auch Riemhofer) ist eine Bierbrauerei im niederbayerischen Riedenburg, einer Stadt im Landkreis Kelheim. Die Brauerei hatte 2008 eine Jahresproduktion von 18.000 Hektolitern. Zusätzlich werden Erfrischungsgetränke hergestellt.

## Geschichte
1683 wurde das Recht verliehen, Bier zu brauen. Simon Riemhofer übernahm 1841 diese Brauereiwirtschaft „Zum Schwan“ (heute ein zur Brauerei gehörendes Hotel). Seitdem befindet sie sich im Familienbesitz der Riemhofers. 1959 wurde die Brauerei an ihrem jetzigen Standort neu errichtet und seitdem regelmäßig erweitert und erneuert.

## Brauverfahren
Die Brauerei verwendet Wasser aus einem eigenen 122 m tiefen Brunnen, Hopfen aus der Hallertau, Braugerste und Weizen aus Bayern, sowie eigene Zuchthefe.
Die Brauerei hat eine Maximalkapazität von 160 Hektoliter Ausschlagswürze, die Abfüllanlage erreicht 16.000 Flaschen pro Stunde.

## Produkte
Die Produktpalette umfasst unter dem Markennamen Riemhofer die Biersorten Schwanengold, Helles Vollbier, Festbier, Radler, Schwanen-Weisse, Dunkles Weizen, Leichtes Weizen und Schwanenpower.
Das Mandelberger Mineralwasser wird als spritzig und still hergestellt und vertrieben.
Daneben werden in Lizenz von Frucade die alkoholfreien Getränke Zitronenlimonade, Orangenlimonade, ColaMix, Apfel Schorle und Sport produziert.
Abgefüllt wird in Kronkorken- und Schraubverschlussflaschen.